# Karabudokhkentsky (Lenin (huyện)
Huyện Karabudokhkentsky (Lenin (tiếng Nga: ? райо́н) là một huyện hành chính tự quản (raion), của Dagestan, Nga. Huyện có diện tích 1452 km², dân số thời điểm ngày 1 tháng 1 năm 2000 là 54000 người. Trung tâm của huyện đóng ở Karabudokhkent.